# Ad-Damir
Ad-Damir (arab. الدامر, Ad-Dāmir) – miasto w Sudanie; stolica wilajetu Nahr an-Nil; 115 200 mieszkańców (2006). Przemysł spożywczy, ośrodek handlowy.